# デルタ IV
デルタ IV (Delta IV) は、アメリカ合衆国の人工衛星打ち上げ用使い捨てロケットである。ボーイング社の統合防衛システム部門によって設計され、ユナイテッド・ローンチ・アライアンス (ULA) によって生産された。デルタロケットシリーズの最終型であり、2019年8月22日の打ち上げが最後であった。なお、2024年4月にデルタIVヘビーが退役し、延べ386回の打ち上げをもってデルタロケットシリーズは運用を終了した。最終的な組み立てはULAの射場で行われる。

## 詳細
デルタ IVは、アメリカ空軍のEELV計画により主に軍用に用いられるが、商用人工衛星の打ち上げにも利用されている。デルタIVロケットは、その打上げ重量により5種類に分けられる。ミディアム、ミディアム+ (4,2)、ミディアム+ (5,2)、ミディアム+ (5,4) とヘビーであり、ペイロードの規模と重量に応じて使い分けられる。ロケットは打ち上げに際してケープカナベラル空軍基地のSLC-37Bやヴァンデンバーグ空軍基地のSLC-6の水平統合施設において組み立てられる。
デルタIVの1段目は、1本、あるいは「デルタ IV ヘビー」の構成では3本のコモン・ブースター・コア (CBC) で構成される。CBCには1本あたり1基のロケットダイン製RS-68エンジンを備える。多くの第1段ロケットエンジンと異なり、RS-68は推進剤にケロシンではなく液体水素を使用している。
RS-68は1970年代のSSME（スペースシャトルのメインエンジン）以来となる新規設計の大型液体燃料ロケットエンジンとして2002年に完成した。RS-68の目標は、あらゆる分野においてSSMEと比較してコストを低減することであった。燃焼室圧力はSSMEより低く抑えられたため推力-重量比や比推力といった性能は低下したが、絶対的な推力は向上した。また、開発期間や部品点数、開発費や組み立て工数は、SSMEよりも規模が大きいにもかかわらず大幅に減らすことが出来た。
一般的にRS-68は打ち上げから最初の数分間は定格の102%の推力を発揮し、停止する前に出力を58%まで下げる事が出来る。ヘビー型では中央のCBCのエンジンのみ打ち上げから約50秒間は出力を58%まで下げて燃焼させる。これにより中央のCBCの推進剤を温存し、長時間燃焼する事が出来る。両側のCBCを分離後、中央のCBCの出力を102%に戻し、停止前には58%まで下げる。
RS-68エンジンは、下部の推力構造体に4つの推力を受けるフレームで取り付けられ、円錐型の熱保護遮蔽板に囲まれる。推力構造体の上はアイソグリッド構造（重量軽減のためタンク内壁を機械加工で格子状に削ってある）のアルミニウム製の液体水素タンクであり、中央部の複合材でアルミニウム製アイソグリッド構造の液体酸素タンクと前のスカートにつながっている。CBCの後部には電源および信号配線と液体酸素をRS-68エンジンへ供給するための配管がある。CBCは直径5mの一様な円筒型である。
L-3 コミュニケーションズは以前にデルタIIで使用されていた冗長慣性制御装置（RIFCA）を供給するが、ソフトウェアはデルタIIとデルタIVでは全く異なる。RIFCの特徴はそれぞれ6台のリングレーザージャイロスコープと加速度計を使用することにより高い信頼性を確保していることである。
デルタIVの上段は本質的にはデルタ IIIと似ているがタンクは摩擦攪拌接合で形成され、全長は4m、直径は5mに拡大されている。2段目は比推力を高めるために伸展式の炭素複合材製ノズルを備えたプラット&ホイットニー RL-10B2エンジンが使用される。上段と下段の間には中間段が設けられている。直径4mの上段を使用する派生型では直径5mから4mに変換するために円錐形の中間段が用いられ、上段・下段とも直径5mの場合は中間段も直径5mの円筒形である。どちらの中間段も複合材で製造されている。
衛星を格納するフェアリングは用途に応じて用意される。デルタIIIと同等の直径4mのものと直径5mのものがあり、いずれも複合材製である。ヘビー仕様ではボーイングが生産した直径5mのタイタンIV用アルミ製アイソグリッド構造フェアリングも使用可能である。
デルタIVは全高が63m以上あり、現用のロケットでは最も高さが高い。
デルタIVの市場参入は打ち上げ能力が打ち上げ需要を上回った後であり、新型で信頼性が実証されていなかったため商業打ち上げの顧客を市場で獲得することは困難であった。また、デルタIVの打ち上げコストは競合するロケットよりもやや高かった。2003年、ボーイングは需要の低迷と高コストのためデルタIVを商業衛星用打ち上げ市場から撤退させた。2005年、ボーイングはデルタIVを商業市場に戻すと述べたが、2006年時点においてそれ以上の発表はない。1回の打ち上げにつきアメリカ政府から1億4000万ドルから1億7000万ドルが支払われた。
競合するロケット:
アトラス V -
アリアン 5 -
長征5号 -
アンガラ -
H-IIB -
プロトン -
ファルコン9

## 派生機種
- デルタIV ミディアム (デルタ 9040) : 最も基本となる形式。1基のCBCと改良された直径4mの液体水素/液体酸素エンジンを用いたデルタIIIの2段目エンジンとデルタIIIと同等の直径4mのフェアリングを特徴としている。デルタIVミディアムは静止トランスファ軌道 (GTO) へ4,210 kg (9,285 lb) の 打ち上げ能力がある。

- デルタIV ミディアム+ (4,2) (デルタ 9240) : ミディアムと似ているが2基のアライアント・テックシステムズ製の直径1.5-m (60-in) の固体燃料補助ロケット (GEM-60s) を備える事によりGTOへの投入能力が5,845 kg (12,890 lb) に増えた。

- デルタIV ミディアム+(5,2) (デルタ9250) : ミディアム+ (4,2) と似ているがより大型のペイロードに対応する為に直径5mのフェアリングを備え、直径5mの液体水素と延長された液体酸素タンクを備える。フェアリングと2段目の重量が増えた為にミディアム+ (5,2) はGTOへの投入能力が4,640 kg (10,230 lb) になりMedium+ (4,2) よりも少ない。

- デルタIV ミディアム+ (5,4) (デルタ 9450) : ミディアム+ (5,2) より小型だがGEM-60を2基追加して4基の補助ロケット使用する事によりGTOへ6,565 kg (14,475 lb) のペイロードを投入できる。

- デルタ IV ヘビー (デルタ 9250H) : ミディアム+ (5,2) と似ているがGEMの代わりに2基のCBCを使用する。これらの両側のCBCは中央のCBCよりも早く分離される。デルタIVヘビーは同様に直径5mの複合材製のフェアリングを特徴とする[9]。タイタンIVで使用されていたアルミニウム製の三分割のフェアリングも使用可能である[10]。 DSP-23の打ち上げに初めて使用された。

1. デルタIV ヘビーの打ち上げ能力（分離後の宇宙機の重量）
  - 静止トランスファー軌道 (GTO) 14,220 kg (28,950 lb) ファルコンヘビーがより大きい上、大幅に低コストである[11][12]
  - 静止軌道 (GEO) 6,275 kg
  - 放物線軌道 9,306 kg
  - C330 km2s−2への性能: 5,228 kg
  - C360 km2s−2への性能: 2,521 kg
2. デルタIV ヘビーの打ち上げ時の総重量は約733,000 kgでスペースシャトルの打ち上げ時の総重量 (2,040,000 kg) よりも遥かに少ない。

デルタIVの開発中、小型版が検討された。これは1基のCBCの上にデルタ IIの2段目とオプションとしてチオコールのStar 48Bを3段目にしてデルタIIのフェアリングを使用するものだった。小型版の計画は1999年に廃止された。これはデルタIIと同規模の打ち上げ能力になったと推定される。

### 将来の派生型

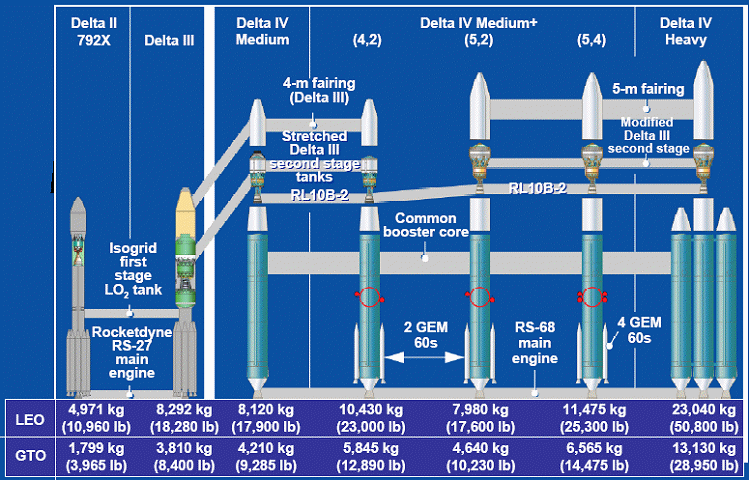
デルタ IVの変遷

デルタIVが今後にわたって更新できそうなことは、固体燃料補助ロケットの推力を増強し、主エンジンの推力を増強し、構成材料を軽いものにし、2段目の推力を増強し、装備するCBCの数を最大6本に増やす事や、液体水素・液体酸素で構成された推進剤を周囲のCBCから中央のCBCへ供給するクロス・フィード方式を採用することなどが検討されている。これらの改良を施すことにより、低軌道へ投入できるペイロードは潜在的には100トンまで増える。NASAの計画の一つにデルタIVを乗員探査船の打ち上げに使用する案がある。
しかし、このCEVは有翼またはリフティングボディ型宇宙船からアポロ宇宙船のようなカプセル型への変更されている。これに伴い、スペースシャトルの後継となる人員輸送ロケットは、デルタIVからはRS-68エンジン技術のみが採用され、これが新型のアレスVのエンジンとして使用する計画となっている。
2009年、エアロスペース・コーポレーションは、NASAにデルタIVを有人飛行の為に有人規格に変更する可能性がある事を認める意図の調査結果の報告を提出した。更にアビエーション・ウィーク誌は"デルタ IV ヘビーはNASAの低軌道への有人飛行の条件に適合可能である"との論考を書いた。
2006年にRAND社の2020年までの国家安全保障上の打ち上げの必要性に関する調査において、他の重量物打ち上げロケットの可能性が示されそれには"・・・デルタ IV ヘビーだけがNSSの必要とする10機の重量物の打ち上げ需要に応じる事が出来る能力を持ち・・・デルタIVの製造能力において一つの可能性を除けば計画されたNSSの打ち上げの全体の需要を満たすことができる。例外としてNRO(国家偵察局）の単一のペイロードに対応するデルタIVヘビーの打ち上げ能力を向上させるための要件が含まれます。この要求への最適な改善策は現在調査中である。"と記された。
2012年6月に打ち上げられた20号機のデルタIVヘビーからは、性能向上型のRS-68A エンジンが使用された。この更新ではGTOへのペイロードが13%増える予定と見積もられていた。新しいRS-68Aは同様にデルタIVシリーズに採用されることが想定され推力が106%になることによりGTOへのペイロードが約7–11% 増加する事が見積もられていた。
デルタIVシリーズにおいて、他の可能な改良は外部の固体補助ロケットを加えることによって新しい派生型を生み出す事である。このような改良の一つにミディアム+ (4,4) にM+ (5,4) の2本のGEM-60と (4,2) のフェアリングを組み合わせる案がある。これによりGTOへのペイロードは7,500 kg (16,600 lb) になりLEOへのペイロードは14,800 kg (32,700 lb) になると推定される。
これは最初の注文から36ヶ月で入手できる単純な派生型である。2つの他の可能な派生型として (5,4) に2本または4本のGEM-60を追加したミディアム+ (5,6) と (5,8) がある。これらは大幅に性能が向上（M+ (5,8) の場合GTOへ最大9,200 kg/20,200 lb）するが、異なる荷物に対応する為にこのような外部に設置する場合には既存の機体に変更が必要である。ミディアム+ (5,6) と (5,8) は最初の注文から48ヶ月で入手できる。

## 射場

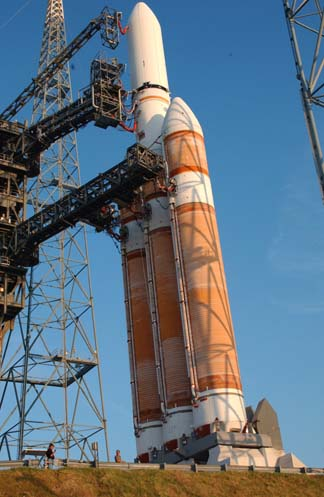
3基のCBCを束ねた最初の、デルタ IV ヘビーの打ち上げ

デルタ IVの打ち上げは2箇所の射場から実施される。アメリカの東海岸のケープカナベラル空軍基地の第37射場 (SLC-37) と西海岸の極軌道と高傾斜角の軌道への打ち上げに使用されるヴァンデンバーグ空軍基地の（第6）射場である。
両方の打ち上げ施設は似ている。射点は可動式整備塔Mobile Service Tower (MST) で整備の場を提供し、悪天候からロケットを守る。ペイロードやGEM-60補助ロケットを機体に取り付ける為にMSTの上部にはクレーンがある。MSTはロケットの打ち上げ数時間前に開く。ヴァンデンバーグでは射場も同様に完全に機体を覆う可動式組み立てシェルターMobile Assembly Shelter (MAS) を備える。ケープカナベラル空軍基地では機体は部分的に覆われ下の方は露出する。
機体の横の固定アンビリカルタワー (FUT) は射場ごとに異なり、ヴァンデンバーグは2基でケープカナベラルは3基のスイングアームである。これらのアームは電気、油圧、環境制御や他の支援機能をアンビリカルケーブル経由で機体に提供する。スイングアームは発射時には機体にぶつかる事を避ける為に格納される。
機体の下の発射台には6基の整備塔 (TSMs) があり、2基はそれぞれのCBCのためにある。発射台は機体を支え、TSMは支持とCBCへの推進剤の注入の機能を持つ。機体は発射台上に打ち上げまでボルトで固定するLaunch Mate Unit (LMU) で設置される。発射台の後ろに長いストロークの油圧式ピストンで水平統合施設 (HIF) からの機体を垂直に立てる為に使用されるFixed Pad Erector (FPE) がある。発射台の下には発射時の火炎をロケットや施設から排気する為のダクトがある。
水平統合施設 (HIF) は射場から少し離れた地点にある。射点に運ぶ前にデルタIV CBCと2段目の試験を行うことが出来る大型の建物である。デルタIVロケットの組み立てはスペースシャトルやサターンV、H-IIAなどの組み立てとは異なり、ソユーズロケットの組み立てと似た水平状態で行われ射点で垂直に設置される。
デルタIVを射場の様々な施設から移動する場合にはElevating Platform Transporters (EPTs) で移動される。これらのゴムタイヤの車両はディーゼルエンジン式と電気モーター式の両方が使用される。ディーゼル式EPTは機体をHIFから射点に運ぶ時に使用され電気式EPTはHIF内で精密な移動に使用され、重要である。

## 打ち上げ手順

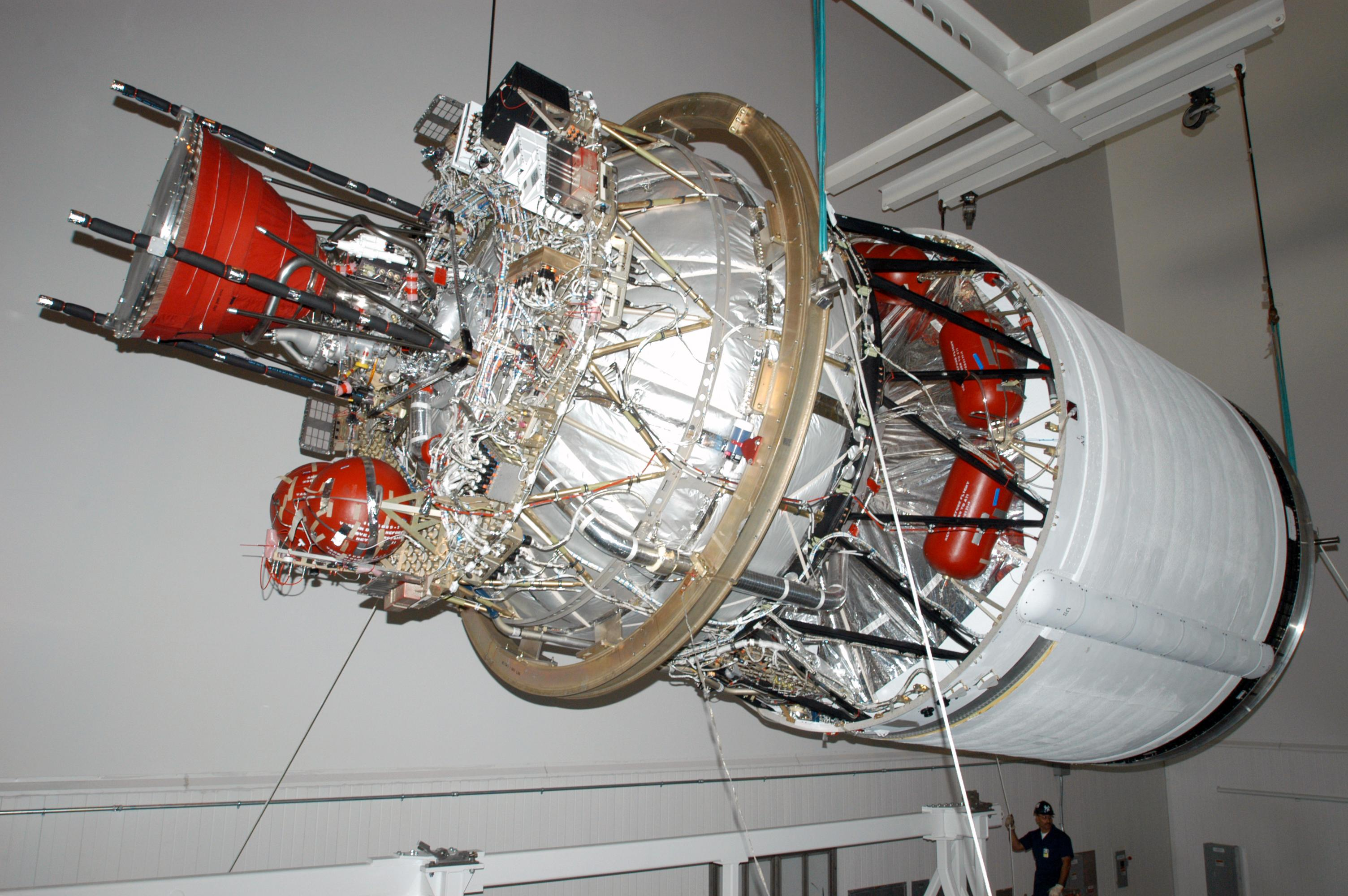
デルタIV 4mの第2段

デルタIVは高額な費用がかかる射場での作業時間を減らすため、以下の工程で組み立てられる。ボーイングのアラバマ州Decaturの工場で製造されたCBCは、M/V Delta Marinerという専用のRO-RO船に乗せられて射場まで運ばれる。Delta Marinerから荷揚げして水平統合施設 (HIF) に搬入され、別々に運ばれてきた2段目と組み合わされる。デルタ IV ヘビーも同様にHIF内で3基のCBCが組み合わされる。
多くの試験が行われた後、機体は水平にした状態で射場に運ばれ、MST内でFixed Pad Erector (FPE) を使用して垂直に立ち上げられる。GEM-60固体燃料補助ロケットが必要な場合は、発射台上で本体の周囲に取り付ける。さらに試験を行った後、フェアリングに収納されたペイロードが射場に運ばれ、MST内でクレーンで吊り上げて機体の上部に設置される。最終的に打ち上げ当日にMSTを機体から離し、打ち上げ準備が整う。

## 歴史
アメリカ空軍はデルタIVの開発、統合、設備の建設にあたり、ボーイング・ローンチ・サービシーズ (BLS) に予算を拠出し続けた。2008年8月8日、空軍の宇宙ミサイルシステムセンターは2009年会計年度にBLSとの間で経費プラス報奨金として165.6万ドルで性能を向上させる契約を交わした。さらに2010年会計年度に5億5710万ドルがオプションとして追加された。
2019年8月22日のデルタIV 29号機の打ち上げをもって、デルタIVの通常型（ミディアム）の運用は終了された。以降2024年現在はアトラス Vがその代役を務める。その後デルタIVだけでなくアトラスVとともに、2024年1月8日に初打ち上げに成功したヴァルカンロケットに置き換えられる。ただし、デルタ IV ヘビーの運用は2024年まで継続され、2024年4月10日のNROL-70打ち上げをもって運用を終了した。

## デルタ IVの打ち上げ
| No. | 日付 / 時間 (UTC)    | 形式             | シリアル-No. | 射場          | ペイロード                                  | ペイロードの種類                    | 軌道         | 結果       | 備考 |
| --- | -------------------- | ---------------- | ------------ | ------------- | ------------------------------------------- | ----------------------------------- | ------------ | ---------- | --- |
| 1   | 2002年11月20日 22:39 | ミディアム+(4,2) | 293          | SLC-37B       | Eutelsat W5                                 | 商用通信衛星                        | GTO          | 成功       | 最初のデルタIVの打ち上げ |
| 2   | 2003年3月11日 00:59  | ミディアム       | 296          | CCAFS SLC-37B | USA-167 (DSCS-3 A3)                         | 軍用通信衛星                        | GTO          | 成功       | 最初のデルタIVミディアムの打ち上げ 最初のUSAF EELVミッション                                                                                             |
| 3   | 2003年8月29日 23:13  | ミディアム       | 301          | CCAFS SLC-37B | USA-170 (DSCS-3 B6)                         | 軍用通信衛星                        | GTO          | 成功       | |
| 4   | 2004年12月21日 21:50 | ヘビー           | 310          | CCAFS SLC-37B | DemoSat / 3CS 1 / 3CS 2                     | 実証用ペイロード                    | GSO (計画)   | 部分的失敗 | - 最初のデルタ IV ヘビーの打ち上げ - CBCのエンジンが予定よりも早く停止 - DemoSatは不適切な軌道に到達、3CSは軌道投入失敗                                  |
| 5   | 2006年5月24日 22:11  | ミディアム+(4,2) | 315          | CCAFS SLC-37B | GOES 13 (GOES-N)                            | 気象衛星                            | GTO          | 成功       | |
| 6   | 2006年6月28日 03:33  | ミディアム+(4,2) | 317          | VAFB SLC-6    | USA-184 (NROL-22)                           | 偵察衛星                            | モルニヤ軌道 | 成功       | ヴァンデンバーグからの最初のデルタIVの打ち上げ |
| 7   | 2006年11月4日 13:53  | ミディアム       | 320          | VAFB SLC-6    | DMSP 5D-3/F17                               | 軍用気象衛星                        | SSO          | 成功       | 最初のデルタIVによる低軌道 / SSOへの投入 |
| 8   | 2007年11月11日 01:50 | ヘビー           | 329          | CCAFS SLC-37B | USA-197 (DSP-23)                            | ミサイル警戒衛星                    | GSO          | 成功       | ユナイテッド・ローンチ・アライアンスによって契約された最初のデルタIVの打ち上げ Launch delayed due to damage to launch pad caused by a liquid oxygen leak |
| 9   | 2009年1月18日 02:47  | ヘビー           | 337          | CCAFS SLC-37B | USA-202 (NROL-26)                           | 偵察衛星                            | GSO          | 成功       | |
| 10  | 2009年6月27日 22:51  | ミディアム+(4,2) | 342          | CCAFS SLC-37B | GOES 14 (GOES-O)                            | 気象衛星                            | GTO          | 成功       | |
| 11  | 2009年12月6日 01:47  | ミディアム+(5,4) | 346          | CCAFS SLC-37B | USA-211 (WGS-3)                             | 軍用通信衛星                        | GTO          | 成功       | 最初のデルタIV ミディアム+ (5,4) の打ち上げ |
| 12  | 2010年3月4日 23:57   | ミディアム+(4,2) | 348          | CCAFS SLC-37B | GOES 15 (GOES-P)                            | 気象衛星                            | GTO          | 成功       | |
| 13  | 2010年5月28日 03:00  | ミディアム+(4,2) | 349          | CCAFS SLC-37B | USA-213 (GPS IIF SV-1)                      | 航法衛星                            | MEO          | 成功       | |
| 14  | 2010年11月21日 22:58 | ヘビー           | 351          | CCAFS SLC-37B | USA-223 (NROL-32)                           | 偵察衛星                            | GSO          | 成功       | |
| 15  | 2011年1月20日 21:10  | ヘビー           | 352          | VAFB SLC-6    | USA-224 (NROL-49)                           | 偵察衛星                            | LEO          | 成功       | |
| 16  | 2011年3月11日 23:38  | ミディアム+(4,2) | 353          | CCAFS SLC-37B | USA-227 (NROL-27)                           | 偵察衛星                            | GTO          | 成功       | |
| 17  | 2011年7月16日 6:41   | ミディアム+(4,2) | 355          | CCAFS SLC-37B | USA-231 (GPS IIF SV-2)                      | 航法衛星                            | MEO          | 成功       | |
| 18  | 2012年1月20日 00:38  | ミディアム+(5,4) | 358          | CCAFS SLC-37B | USA-233 (WGS-4)                             | 軍用通信衛星                        | GTO          | 成功       | |
| 19  | 2012年4月3日 23:12   | ミディアム+(5,2) | 359          | CCAFS SLC-6   | USA-234 (NROL-25)                           | 偵察衛星                            | LEO          | 成功       | 最初のデルタIV ミディアム+ (5,2) の打ち上げ |
| 20  | 2012年6月29日 13:15  | ヘビー           | 360          | CCAFS SLC-37B | USA-237 (NROL-15)                           | 偵察衛星                            | GSO          | 成功       | RS-68Aエンジンを使用した最初の打ち上げ |
| 21  | 2012年10月4日 12:10  | ミディアム+(4,2) | 361          | CCAFS SLC-37B | USA-239 (GPS IIF SV-3)                      | 測位衛星                            | MEO          | 成功       | |
| 22  | 2013年5月27日 12:27  | ミディアム+(5,4) | 362          | CCAFS SLC-37B | USA-243 (WGS-5)                             | 軍用通信衛星                        | GTO          | 成功       | |
| 23  | 2013年8月8日 0:29    | ミディアム+(5,4) | 363          | CCAFS SLC-37B | USA-244 (WGS-6)                             | 軍用通信衛星                        | GTO          | 成功       | |
| 24  | 2013年8月28日 18:03  | ヘビー           | 364          | VAFB SLC-6    | NRO L-65                                    | 偵察衛星                            | LEO          | 成功       | |
| 25  | 2014年2月21日 01:59  | ミディアム+(4,2) | 365          | CCAFS SLC-37B | GPS II F-5                                  | 航法衛星                            | MEO          | 成功       | |
| 26  | 2014年5月17日 00:03  | ミディアム+(4,2) | 366          | CCAFS SLC-37B | GPS II F-6                                  | 航法衛星                            | MEO          | 成功       | |
| 27  | 2014年7月28日 23:28  | ミディアム+(4,2) | 368          | CCAFS SLC-37B | AFSPC-4 (GSSAP #1/2 & ANGELS) (USA-253/4/5) | 偵察衛星(2機)と技術試験用超小型衛星 | GEO          | 成功       | |
| 28  | 2014年12月5日 12:05  | ヘビー           | 369          | CCAFS SLC-37B | EFT-1                                       | オリオン無人試験機                  | MEO          | 成功       | |
| 29  | 2015年3月25日 18:36  | ミディアム+(4,2) | 371          | CCAFS SLC-37B | USA-260 (GPS IIF-9)                         | 測位衛星                            | MEO          | 成功       | 改良前のRS-68エンジンを用いた最後の打ち上げ |
| 30  | 2015年7月24日 00:07  | ミディアム+(5,4) | 372          | CCAFS SLC-37B | USA-263 (WGS-7)                             | 軍用通信衛星                        | GTO          | 成功       | |
| 31  | 2016年2月10日 11:40  | ミディアム+(5,2) | 373          | VAFB SLC-6    | USA-267 (NROL-45)                           | 偵察衛星                            | LEO          | 成功       | |
| 32  | 2016年6月11日 17:51  | ヘビー           | 374          | CCAFS SLC-37B | USA-268 (NROL-37)                           | 偵察衛星                            | GSO          | 成功       | |
| 33  | 2016年8月19日 04:52  | ミディアム+(4,2) | 375          | CCAFS SLC-37B | AFSPC-6 (GSSAP #3/4) (USA-270/1)            | 偵察衛星（2機）                     | GEO          | 成功       | |
| 34  | 2016年12月7日 23:53  | ミディアム+(5,4) | 376          | CCAFS SLC-37B | USA-272 (WGS-8)                             | 軍用通信衛星                        | GTO          | 成功       | |
| 35  | 2017年3月19日 00:18  | ミディアム+(5,4) | 377          | CCAFS SLC-37B | USA-275 (WGS-9)                             | 軍用通信衛星                        | GTO          | 成功       | |

### 特筆すべき打ち上げ

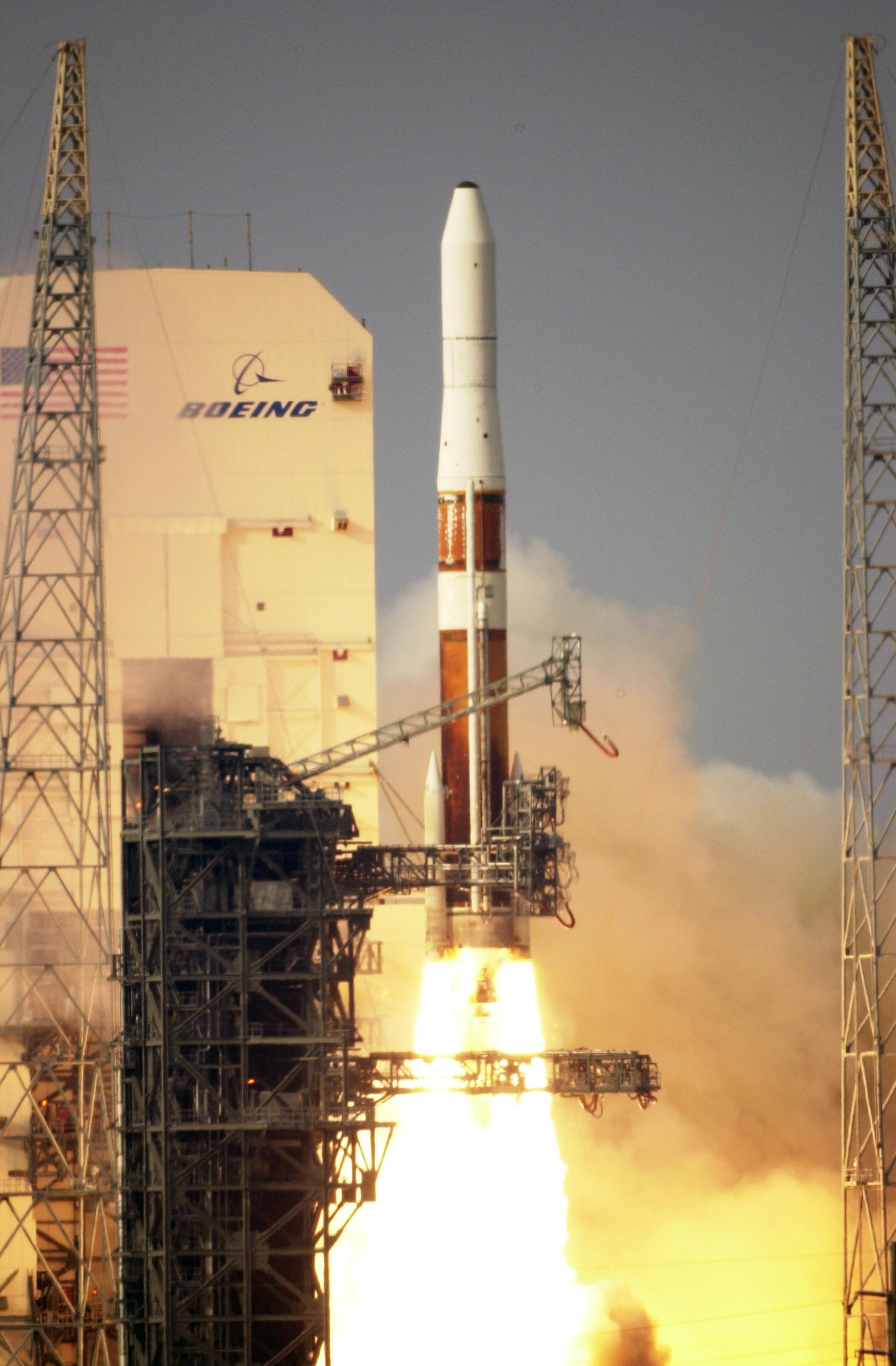
ミディアム+ (4,2) によるGOES-Nの打ち上げ

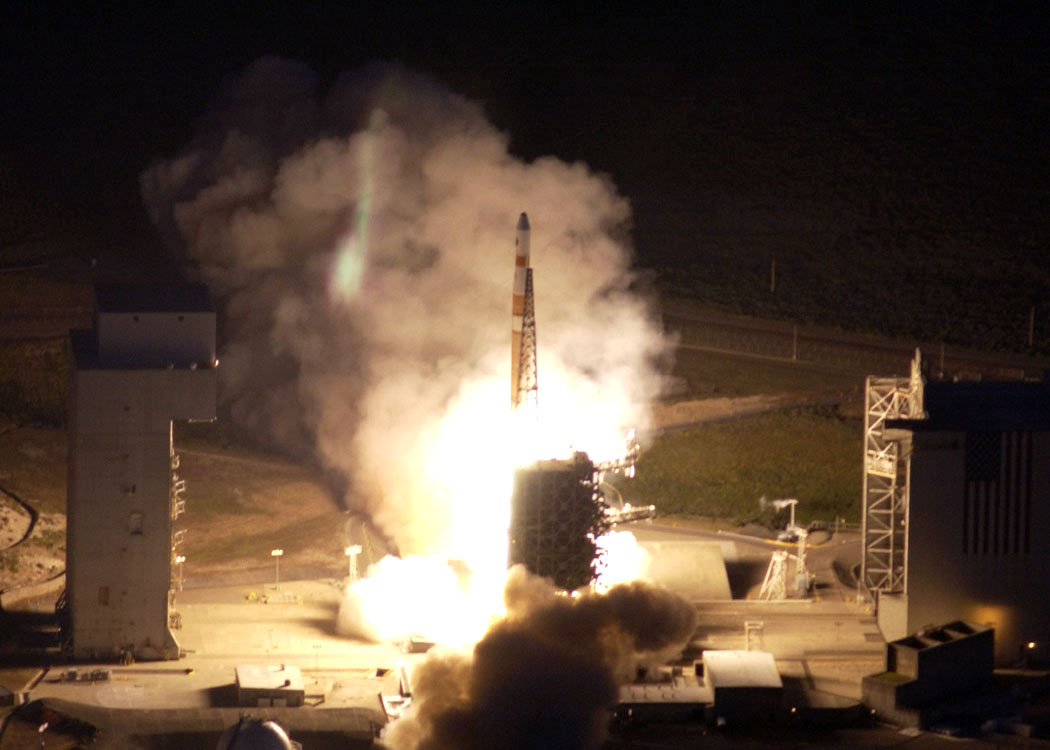
SLC-6から見たNROL-22の打ち上げ

デルタIVで打ち上げられた最初のペイロードはユーテルサットW5通信衛星である。ロケットはミディアム+ (4,2) でケープカナベラルから打ち上げられた。通信衛星を2002年11月20日に静止トランスファー軌道へ運んだ。
ヘビー デモは最初のヘビー版の打ち上げで2004年、12月に悪天候の為に延期された。推進剤供給配管内のキャビテーションをセンサーは推進剤が空になったと捉えた。そのため、補助ロケットと中央のロケットは予定通り燃焼する為の十分な推進剤が残されていたにも拘らず予定よりも早く停止した。2段目は1段目による不足を補う為に推進剤が尽きるまで燃焼を試みた。この打ち上げは試験打ち上げでペイロードは
- DemoSat –  6020 kg; アルミ製のシリンダーで60本の黄銅の棒が満たされていた。予定ではGEOへ運ばれる予定だったがセンサーの故障でこの軌道には達しなかった。
- NanoSat-2, 低軌道へ超小型の24kgのSparkyと21kgのRalphieを投入する予定だった。安定した軌道へ投入することは出来なかった[47]。

NROL-22はヴァンデンバーグ空軍基地のSLC-6射場から最初にデルタIVで打ち上げられた衛星である。ミディアム+ (4,2) によって2006年1月に国家偵察局 (NRO) の衛星を打ち上げた。
DSP-23はヘビー仕様によって打ち上げられた初めての価値のあるペイロードである。これはボーイングとロッキード・マーティンの合弁事業であるユナイテッド・ローンチ・アライアンスによって契約された初めてのデルタIVの打ち上げでもある。主なペイロードは23機目の最終のミサイルの警戒するDSP衛星で2007年11月11日、01:50:00 GMTにケープカナベラルから打ち上げられた。
NROL-26は最初のNROの為の"ヘビー" EELV の打ち上げである。USA 202は偵察衛星に分類され2009年1月18日02:47 UTC.に打ち上げられた。
NROL-32は "ヘビー"によってNROの為に打ち上げられた衛星で最大の衛星と推定される。ロケットの打ち上げは当初予定の10月19日から延期され、2010年11月21日22:58 UTCに打ち上げられた。
NROL-70は最後の "ヘビー"の打ち上げであり、また先述の通り通常型は2019年をもって運用が終了しているためデルタロケットシリーズとしての最後の打ち上げであった。ロケットは2024年4月9日17:53 UTCに打ち上げられた。